# Phasis zonarius
Phasis zonarius är en fjärilsart som beskrevs av Riley 1938. Phasis zonarius ingår i släktet Phasis och familjen juvelvingar. Inga underarter finns listade i Catalogue of Life.